# Arlene McCarthy
Arlene McCarthy (Belfast, 10 ottobre 1960) è una politica britannica, europarlamentare dal 1994 al 2014 (dalla IV alla VII legislatura).

## Biografia
Esponente del Partito Laburista, viene eletta per la prima volta al Parlamento Europeo nel 1994, è membro del Gruppo dell'Alleanza Progressista dei Socialisti e dei Democratici. Viene riconfermata anche dopo le elezioni del 1999 e del 2004. Dal 2006 al 2009 è stata presidente della Commissione per il mercato interno e la protezione dei consumatori e dal 2009 al 2014 vicepresidente della Commissione per i problemi economici e monetari. Termina il proprio mandato all'Europarlamento nel giugno 2014.